# Melanoides pergracilis
Melanoides pergracilis é uma espécie de gastrópode  da família Thiaridae.
É endémica do Malawi.
Os seus habitats naturais são lagos de água doce.